# Lecidea hypopta
Lecidea hypopta är en lavart som beskrevs av Ach. Lecidea hypopta ingår i släktet Lecidea och familjen Lecideaceae.   Inga underarter finns listade i Catalogue of Life.
I den svenska databasen Dyntaxa används istället namnet Lecanora hypopta för samma taxon.  Arten är reproducerande i Sverige.